# Johann Biefang
Johann („Hans“) Biefang (auch Julius Biefang; * 2. August 1893 in Moers; † 1937) war ein deutscher Politiker (KPD) und Gewerkschafter. Er war Mitglied des ZK der KPD und Redakteur verschiedener kommunistischer Zeitungen.

## Leben
Der Bergarbeiter Biefang schloss sich nach dem Ersten Weltkrieg der USPD an. 1920 trat er der KPD bei und war für diese zunächst ehrenamtlich tätig. Er war zudem Vorsitzender des Betriebsrates einer Schachtanlage. Im März 1927 wurde er auf dem XI. Parteitag der KPD in Essen als Vertreter des Ruhrgebiets zum Mitglied des ZK der KPD gewählt (jedoch auf dem XII. Parteitag im Juni 1929 in Berlin nicht wiedergewählt). 
Im Mai 1929 wurde er wegen der Organisierung eines 48-stündigen-Proteststreiks in Anschluss an den sogenannten Blutmai von der Grubendirektion entlassen. Biefang arbeitete anschließend zunächst als Lokalredakteur der Niederrheinische Arbeiterzeitung in Duisburg, dann für die Arbeiterzeitung in Dortmund, zuletzt war er als Redakteur für das Ruhr-Echo in Essen tätig. 1930 übersiedelte er mit seiner Frau Helene und seinem Sohn in die Sowjetunion, wo er als Politemigrant anerkannt wurde. Er war Mitarbeiter der deutschen Sektion bei der Komintern bzw. Bergarbeiter im Donezbecken (Schacht Nr. 18 „Stalin“, ehem. „Amerikanka“) und dort Gruppenorganisator der deutschen Parteizelle. 1932 erschien in Moskau seine Broschüre Ruhrkumpel in Sowjetschächten, 1933 lieferte er auch einen Beitrag für die Kollektivbroschüre Achtung! Hier sprechen deutsche Kumpels über die Sowjetunion. Ab 1935 arbeitete er in der Verlagsgenossenschaft ausländischer Arbeiter in der UdSSR als Redakteur und Übersetzer. Bis 1937 erschienen Bücher, an denen er beteiligt war.
Das weitere Schicksal Biefangs ist unklar. Während Hermann Weber es für wahrscheinlich hält, dass „er Opfer der stalinistischen Säuberungen wurde“, schreiben Wilhelm Mensing/Peter Erler entsprechend den Angaben seiner Frau Helene Biefang (1895–1988), dass „er nach Jahren in der SU [= Sowjetunion] später als Spanienkämpfer umgekommen“ ist. Auch die Gedenktafel für die im „Spanischen Freiheitskampf Gefallenen“ auf dem Zentralfriedhof Friedrichsfelde verzeichnet Biefang.

## Schriften
- Ruhrkumpel in Sowjetschächten. Verlagsgenossenschaft für ausländische Arbeiter in der UdSSR, Moskau 1932.
- (zusammen mit einem Autorenkollektiv): Achtung! Hier sprechen deutsche Kumpels über die Sowjetunion. Verlagsgenossenschaft für ausländische Arbeiter in der UdSSR, Moskau 1933.